# Sistema de frequência modulada
O sistema de frequência modulada (Sistema FM) consiste em um dispositivo de tecnologia assistiva, composto por um microfone, um transmissor e um receptor. O microfone é responsável por captar o sinal da fala e enviar ao transmissor, que converte o sinal de fala em uma forma de onda elétrica e o transmite usando ondas de rádio FM para um receptor usado pelo usuário do dispositivo auditivo. O receptor converte a forma de onda de volta em energia acústica e a entrega diretamente aos ouvidos do usuário.
Como benefícios do sistema FM está a melhora da relação sinal-ruído por eliminar os efeitos negativos do ruído e da reverberação, melhorando a percepção da fala e a distância entre o locutor e o ouvinte.
Esse dispositivo é indicado para crianças com deficiência auditiva usuárias de aparelho de amplificação sonora individual (AASI), implante coclear (IC) ou de prótese auditiva por condução óssea em idade escolar, crianças com dificuldades de aprendizagem associadas a déficit de atenção, e crianças com dificuldades de aprendizagem associadas a transtornos do processamento auditivo (TPA).

## Tipos de Sistemas de FM
O Sistema FM pode ser classificado quanto ao modo de utilização do receptor e quanto ao modo de processamento do sinal.

### Modo de utilização do receptor
Sistema de FM Pessoal: o receptor está no nível da orelha do usuário, conectado no aparelho de amplificação sonora individual e/ou no implante coclear.
Sistema de amplificação em campo ou Sound Field: Neste caso o receptor é acoplado a um ou mais arranjos de alto-falantes posicionados estrategicamente na sala de aula. Este tipo de sistema é utilizado principalmente para evitar o esforço vocal do professor e garantir uma relação sinal/ruído adequada para pessoas ouvintes ou com perda auditiva periférica. O sistema FM em campo livre é categorizado como um Sistema de Distribuição de Som em Sala de Aula (ADS ou CADS Classroom do inglês Audio Distribution System), conforme normatizado pela ASA/ANSI S12.60.

### Modo de processamento do sinal
Sistema de FM fixo: o ganho FM determinado é fixo independente do nível de ruído ambiente. Se o nível do ruído é intenso, para alcançar uma vantagem FM adequada o usuário deve alternar do modo FM+M para apenas FM, ou mesmo reduzir a sensibilidade do microfone do processador de fala do implante coclear.
Sistema de FM adaptativo/dinâmico: no Sistema FM adaptativo, o ganho FM varia automaticamente de acordo com o nível do ruído ambiente.

## Sistema de rádio frequência digital
No sistema de radiofrequência digital ambos os modos de processamento do sinal são encontrados. Sistema de radio frequência digital com ganho fixo e sistema de radiofrequência digital adaptativo.

## Sistema de frequência modulada no Brasil
O Sistema de frequência modulada pessoal (FM) foi incorporado ao Sistema Único de Saúde (SUS) pela Secretaria de Ciência, Tecnologia e Insumos Estratégicos do Ministério da Saúde (SCTIE/MS) após a publicação da Portaria nº 21/2013 no dia 7 de maio de 2013 para proporcionar a acessibilidade das crianças e jovens com deficiência auditiva.
Em 25 de junho de 2013, com a Portaria nº 1.274, o Sistema de Frequência Modulada Pessoal foi incluído na tabela de procedimentos, medicamentos, órteses, próteses e materiais especiais no Sistema Único de Saúde.

## Indicação e prescrição do sistema de frequência modulada
O Sistema de Frequência Modulada Pessoal (FM) possibilita a acessibilidade do indivíduo com deficiência auditiva no ambiente acadêmico, como por exemplo, na escola, em cursos profissionalizantes e no convívio social melhorando a audibilidade do usuário em locais ruidosos.
De acordo com a Portaria nº 1.274 do Ministério da Saúde publicada em 25 de junho de 2013 são considerados os seguintes pré-requisitos para a indicação do dispositivo de frequência modulada individual:
- Deficiência auditiva sensorioneural de grau leve à severo, usuário de aparelho de amplificação sonora individual (AASI) e/ou implante coclear (IC);
- Apresentar domínio da linguagem oral ou em fase de desenvolvimento;
- Estar matriculado no Ensino Fundamental I ou II e/ou Ensino Médio;
- Apresentar índice percentual de reconhecimento de fala (IPRF) melhor que 30% no silêncio ou limiar de reconhecimento de fala (LDV) igual ou inferior a 40 dBNA (utilizando o aparelho de amplificação sonora individual e/ou implante coclear);
- Idade mínima de 5 anos e máxima de 17 anos pelo SUS.

A prescrição deverá ser realizada por profissionais capacitados, considerando as habilidades necessárias ao usuário para a utilização do dispositivo e as informações relacionadas ao laudo clínico, dados, avaliação e diagnóstico do paciente.

## Adaptação de sistema FM
Faz-se necessário considerar as habilidades auditivas e de linguagem do paciente antes de indicar e adaptar o sistema FM, pois se a criança não apresentar um bom desenvolvimento destas habilidades com o uso do Aparelho de Amplificação Sonora Individual (AASI) e/ou implante coclear, pode também não ter benefícios com o sistema FM.
Metas da adaptação do Sistema de FM
- Proporcionar adequada audibilidade e inteligibilidade.
- Percepção da fala compatível ao desempenho obtido em situações ideais de escuta.
- Monitoramento auditivo da própria voz e audibilidade consistente da fala no ambiente de comunicação.
- Redução dos efeitos da distância, ruído e reverberação.
- Sinal consistente do locutor, independentemente do movimento da cabeça.
- Tecnologia que será utilizada de forma efetiva por parte do indivíduo, dos pais e / ou professores.[11]

### Sistema FM em AASI
É importante a avaliação das características do AASI para a adaptação do AASI. E para que o AASI seja compatível, é necessário conter: recurso de entrada direta de áudio (DAI), bobina telefônica ou conectividade digital sem fio.
O DAI está presente em quase todos os AASIs retroauriculares. Esses aparelhos possuem adaptador chamado sapata de áudio que proporciona a conexão de dispositivos e de áudio e auxiliares auditivos como o receptor FM universal. Há também AASI que não necessita da sapata de áudio para a conexão do receptor de FM, pois, foi desenvolvido por um fabricante um receptor denominado de receptor específico que se integra ao design do AASI.
Os AASIs que possuem a bobina de indução magnética e não a entrada direta de áudio, também são compatíveis com o sistemas FM. Porém é preciso a utilização do receptor de FM por indução magnética.
Existem atualmente AASIs que tem a funcionalidade de transmitir e receber dados de áudio por meio de sistema de conexão digital sem fio. Eles são compatíveis com a interface de comunicação, que consiste em um dispositivo externo do AASI, que possibilita sua conexão com o receptor de sistema FM.

### Sistema FM em Implantes Cocleares
Na adaptação do sistema FM nos implantes cocleares é necessário considerar a entrada de áudio dos processadores de fala, conexão do receptor de FM no processador de fala e característica do mapeamento.
Os processadores de fala dos implantes cocleares na grande a maioria é compatível com o sistema FM. Contudo, é importante verificar as configurações de entrada de áudio do processador da fala, modo especial se esta permite associar o sinal de entrada de áudio com o sinal do microfone do processador de fala, ou seja, modo FM + M.
O soquete de conexão da entrada de áudio dos diversos modelos de processadores de fala não é igual, ou seja, para conexão do receptor de FM universal, é necessário um adaptador e, em alguns casos, adaptador e cabo específico de cada modelo (como por exemplo, os processadores de fala do tipo caixa). É muito importante a utilização de adaptadores e cabos adequados, pois tem diferenças na resistência elétrica, impedância de entrada de áudio dos processadores de fala.
Atualmente, os fabricantes de implante coclear estão considerando o uso do sistema FM no desenvolvimento dos processadores de fala e otimizando a conexão da entrada de áudio. Esses processadores modernos possuem uma conexão direta para o receptor de FM sem necessidade de um adaptador e cabo.
Na maioria das vezes, não são necessárias modificações no mapeamento em geral os fabricantes do implante coclear sugerem redução da sensibilidade do microfone do processador de fala. A redução da sensibilidade do microfone varia a razão entre nível de entrada do sinal do sistema FM e nível de entrada do sinal do microfone do processador de fala. Assim testes de fala no ruído e observações do desempenho da criança sem e com o sistema FM em ambientes ruidosos auxiliam na determinação do melhor nível de sensibilidade do microfone do processador.

## Verificação do Sistema FM
Para verificação das características eletroacústicas do sistema FM é adotado o conceito de “ Transparência” definida pela AAA o qual seria: “a transparência é atingida quando a entrada de 65 dBNPS para o microfone da FM produz um resultado igual à entrada de 65dBNPS para o microfone do aparelho de amplificação sonora individual”.
Este procedimento é necessário para poder garantir que a conexão do sistema de FM não altera as configurações do microfone do AASI e que ambos os sinais, FM e microfone, da prótese estão audíveis.

## Validação do Sistema FM
Protocolos de avaliação comportamental são indicados para a validação da adaptação do FM. Alguns dos protocolos indicados são:

### Avaliação do Sistema FM (FM Listening Evaluation for children)
A Avaliação do Sistema FM ou FM Listening Evaluation for children é um questionário aplicado para a avaliação subjetiva sobre os benefícios da utilização do aparelho de amplificação sonora individual e sistema FM.
O instrumento aborda questões sobre o comportamento auditivo da criança em diferentes situações como, por exemplo, no silêncio e na presença de ruído com o objetivo de analisar os resultados da criança com e sem o FM.
Aplicado: A avaliação pode ser realizada em crianças de todas as idades e deve ser aplicada em forma de entrevista aos pais da criança, professores ou fonoaudiólogos com a criança sem o FM e depois aplicada novamente utilizando o FM para calcular a pontuação e comparar os resultados obtidos.

### Questionário de participação em sala de aula (CPQ)
O questionário visa avaliar a criança com e sem o dispositivo de frequência modulada individual (FM) na sala de aula em relação à compreensão dos professores, compreensão dos estudantes, aspectos positivos e negativos dentro desse ambiente.
Aplicado: O instrumento deve ser aplicado ao próprio usuário do FM e as questões são respondidas de acordo com as situações descritas frequentes na escola através do preenchimento das alternativas indicadas.

### Inventário da Audição para a educação – Revisado (LIFE-R)
O LIFE-R é utilizado para verificar o desempenho da criança na sala de aula avaliando a possibilidade do dispositivo de frequência modulada individual proporcionar benefícios à criança. O conteúdo do questionário aborda situações de escuta em sala de aula e as estratégias de escuta que o aluno utiliza quando necessário.
As questões devem ser preenchidas pelo professor da criança baseado em suas observações sobre o comportamento do aluno na sala de aula antes de iniciar o uso do FM.

### SIFTER
Este questionário tem como objetivo de realizar o rastreio de risco educacional em alunos do 5º ao 12º ano, com perda de audição. Os efeitos da perda de audição são muitas vezes invisíveis. Portanto este instrumento permite acompanhar regularmente o desempenho dos alunos pode ajudar a determinar se um aluno está a seguir corretamente as instruções verbais dadas em contexto de sala de aula.
Este instrumento é aplicado pelo professor, com base nas suas observações e na sua familiaridade com o aluno, circulando o número de 1 a 5 que melhor represente o comportamento dele(a), sendo que o número 1 representa que ele está abaixo da média da classe e o número 5 acima da média da classe.  Este protocolo já foi adaptado em  português brasileiro.

### ELF
O Instrumento ELF – Ealy Listening Fuction avalia a capacidade da criança em detector os diferentes sons nas diversas intensidades e posições. O instrumento oferece as opções de respostas sim (S), não (N) e às vezes (A) para cada reação da criança frente aos estímulos sonoros. É possível pontuar o escore de cada aspecto, ou seja, a pontuação realizada nas atividades em volume fraco, normal e em volume forte/alto, através da marcação de quantas atividades a criança respondeu (número de sim) e as atividades que a criança respondeu na metade das vezes (número de às vezes), as diferentes distâncias.  
Este instrumento é aplicado pelos pais, eles observam e registram o comportamento auditivo da criança em situações domiciliares. Este protocolo já foi adaptado em  português brasileiro.

### FAPI
O protocolo Indicadores de performance funcional auditiva traduzido do inglês Functional auditory performance indicators (FAPI) é um protocolo que avalia, em sete categorias, as habilidades auditivas funcionais das crianças com perda de audição. As categorias são: consciência auditiva, som significativo, feedback auditivo, localização da fonte sonora, discriminação auditiva ou reconhecimento auditivo, memória auditiva de curto prazo e processamento auditivo linguístico.
Cada habilidade pode ser avaliada de diversas maneiras, portanto é feito uma análise qualitativa do sucesso da criança em cada categoria. A pontuação é feita através da medição do desempenho da criança em cada habilidade. Depois de realizada a pontuação é passada esta informação para a página de perfil que indicará quais habilidades a criança tem mais desenvolvidas. Essas informações auxiliam na criação de metas terapêuticas. Este protocolo pode ser aplicado por fonoaudiólogos, pais e professores.